# Dragan Travica
Dragan Travica (serbisch: Драган Травица; * 28. August 1986 in Zagreb, SFR Jugoslawien) ist ein italienischer Volleyballspieler.

## Karriere
Dragan Travica ist der Sohn des jugoslawischen Trainers Ljubomir Travica. Er begann seine Karriere 2000 im Nachwuchs von Sisley Treviso. 2002/2003 spielte er beim Drittligisten Sira Falconara, ehe er vom Erstligisten Pallavolo Modena verpflichtet wurde. Nach einem Jahr in der zweiten Liga bei Premier Hotels Crema kam er 2006 zum ebenfalls unterklassigen Team Sparkling Milano, mit dem er im folgenden Jahr jedoch den Aufstieg schaffte. Am 11. November 2007 debütierte der Zuspieler in der italienischen Nationalmannschaft. 2008/2009 war er nochmal in Modena aktiv, bevor er zu Acqua Paradiso Monza wechselte. 2011 erreichte er mit Italien das Finale der Europameisterschaft. Anschließend kam er zu seinem heutigen Verein Lube Macerata. Dort gewann er in der ersten Saison die italienische Meisterschaft. 2012 gewann er mit der Nationalmannschaft bei den Olympischen Spielen in London die Bronzemedaille. Travica wechselte auf die Saison 2013/14 zum russischen Club VK Lokomotiv-Belogorje und gewann mit dem Team die Champions League.